# 苯甲二醇
苯甲二醇是一种有机化合物，为偕二醇，是苯甲醛的水合物。它是短寿命的中间体，可以在一些化学反应中产生，如甲苯或苯甲醛的氧化反应，以及苯甲酸的还原反应。